# Ensor (filmprijs)
De Ensor, genoemd naar James Ensor, is de belangrijkste film- en televisieprijs in Vlaanderen. De prijzen worden jaarlijks toegekend door de leden van de Ensor Academie in verschillende categorieën en uitgereikt op de slotdag van het Filmfestival Oostende. Sinds 2012 wordt de naam Ensors gebruikt, in 2010 en 2011 werd gesproken over de Vlaamse Filmprijzen. Samen met de Waalse tegenhanger, de Magritte du cinéma, is de Ensor de opvolger van de Joseph Plateauprijs. De prijs is ontworpen door de Oostendse kunstenaar Yves Velter.
Voor de Ensors komen films in aanmerking die zijn uitgebracht in de periode van begin augustus van het vorige jaar tot eind juli van het nominatiejaar. Sinds 2018 werd de prijs ook uitgebreid naar het televisievak. De publieksprijs wordt uitgereikt door de bezoekers van het filmfestival die een stembiljet kunnen indienen.
Sinds 2022 zijn de prijzen genderneutraal, wat betekent dat er geen aparte prijzen voor acteurs en actrices gegeven worden. Nadat in 2024 geen enkele actrice een prijs won, pleiten de Ensor-winnaars voor het afschaffen van deze regel omdat het duidelijk zijn doel voorbij schiet en nog niet werkt. In augustus 2024 werd echter beslist de Ensors toch genderneutraal te houden mits aanpassing van de stemprocedure.

## 2010
De prijzen werden toegekend tijdens de Uitreiking van de Vlaamse Filmprijzen op 10 september 2010 in Kursaal Oostende.
De jury bestond uit voorzitter Bart De Pauw, Hilde Van Mieghem, Dirk Roofthooft, Marie Vinck, Joop Daalmeijer, filmproducent Eurydice Gysel en Steven De Foer, een filmrecensent van De Standaard.
| Categorie                   | Winnaar                                                                                  | Andere genomineerden                                                                                         |
| --------------------------- | ---------------------------------------------------------------------------------------- | --- |
| Beste film                  | De helaasheid der dingen van Felix Van Groeningen                                        | Lost Persons Area en My Queen Karo                                                                           |
| Beste regie                 | Caroline Strubbe voor Lost Persons Area                                                  | Peter Brosens & Jessica Hope Woodworth voor Altiplano en Felix Van Groeningen voor De helaasheid der dingen. |
| Beste scenario              | De helaasheid der dingen                                                                 | Dossier K. en My Queen Karo                                                                                  |
| Beste acteur                | Koen De Graeve in De helaasheid der dingen                                               | Koen De Bouw in Dossier K. en Sam Louwyck in Lost Persons Area                                               |
| Beste actrice               | Kimke Desart in Lost Persons Area en Anna Franziska Jaeger in My Queen Karo              | Lisbeth Gruwez in Lost Persons Area                                                                          |
| Beste acteur in een bijrol  | Wouter Hendrickx in De helaasheid der dingen                                             | R. Kan Albay en Jappe Claes beiden in Dossier K.                                                             |
| Beste actrice in een bijrol | Ina Geerts in Bo                                                                         | Natali Broods in De helaasheid der dingen en Maria Kraakman in My Queen Karo                                 |
| Beste debuut                | Kenneth Vanbaeden in De helaasheid der dingen                                            | Kimke Desart in Lost Persons Area en Anna Franziska Jaeger in My Queen Karo                                  |
| Bijzondere prestatie        | Chrisnanne Wiegel, Melcher Meirmans en Merlijn Snitker voor de filmmuziek van Dossier K. | |
| Publieksprijs               | De helaasheid der dingen                                                                 | Altiplano, Bo, Dossier K., Lost Persons Area, Meisjes, My Queen Karo en Wolf                                 |

## 2011
Voor de tweede maal op rij werden tijdens het Filmfestival Oostende op 10 september 2011 de Vlaamse Filmprijzen uitgereikt. De jury bestond uit: Lieve Blancquaert, Hans Bourlon, Phara de Aguirre, Els Dottermans, Piet Goddaer, Jan Mulder en Christophe Van Rompaey.
| Categorie                   | Winnaar                                                                  | Andere genomineerden                                                    |
| --------------------------- | ------------------------------------------------------------------------ | ----------------------------------------------------------------------- |
| Beste film                  | Rundskop van Michaël R. Roskam                                           | Adem en Frits & Freddy                                                  |
| Beste regie                 | Michaël R. Roskam voor Rundskop                                          | Hans Van Nuffel voor Adem en Vanja D'Alcantara voor Beyond the steppes. |
| Beste scenario              | Adem                                                                     | Rundskop en Frits & Freddy                                              |
| Beste acteur                | Matthias Schoenaerts in Rundskop                                         | Stef Aerts in Adem en Tom Van Dyck in Frits & Freddy                    |
| Beste actrice               | Agnieszka Grochowska in Beyond the steppes                               | Hande Kodja in Marieke, Marieke en Charlotte Vandermeersch in Turquaze  |
| Beste acteur in een bijrol  | Jeroen Perceval in Rundskop                                              | Wouter Hendrickx in Adem en Sam Louwyck in Rundskop                     |
| Beste actrice in een bijrol | Anemone Valcke in Adem                                                   | Barbara Sarafian in Marieke, Marieke en Marie Vinck in Adem             |
| Beste debuut                | Michaël R. Roskam voor Rundskop                                          | Vanja D'Alcantara voor Beyond the steppes en Hans Van Nuffel voor Adem  |
| Beste fotografie            | Nicolas Karakatsanis voor Rundskop                                       | Ruben Impens voor Beyond the steppes en Glynn Speeckaert voor 22 mei    |
| Beste muziek                | Bert Ostyn voor Turquaze                                                 | Spinvis & Geike Arnaert in Adem en Mike Gallagher voor 22 mei           |
| Bijzondere prestatie        | Schellebelle 1919                                                        |                                                                         |
| Prijs van de verdienste     | Gabriëlle Claes van Cinematek (vroeger: Koninklijk Belgisch Filmarchief) |                                                                         |

## 2012
Voor de derde maal op rij werden tijdens het Filmfestival Oostende op 15 september 2012 de Ensors (Vlaamse Filmprijzen) uitgereikt. De jury bestond uit: Michaël Borremans, Rik D'hiet, Hilde De Laere, Bart De Pauw, Johan Heldenbergh, Hans Herbots, Ruben Impens, Chris Lomme, Barbara Sarafian en Frieda Van Wijck.
| Categorie                                | Winnaar                                     | Andere genomineerden                                                                           |
| ---------------------------------------- | ------------------------------------------- | ---------------------------------------------------------------------------------------------- |
| Beste film                               | Tot altijd van Nic Balthazar                | Hasta la vista en The Invader                                                                  |
| Beste regie                              | Nicolas Provost met The Invader             | Geoffrey Enthoven met Hasta la vista en Nic Balthazar met Tot Altijd                           |
| Beste scenario                           | Pierre De Clercq met Hasta la vista         | Guido Van Meir en Walter van den Broeck met Groenten uit Balen en Nic Balthazar met Tot Altijd |
| Beste fotografie/cinematografie (D.O.P.) | Frank van den Eeden in The Invader          | Frank van den Eeden in Swooni en Danny Elsen in Tot Altijd                                     |
| Beste muziek                             | Sacha en Evgueni Galperine voor The Invader | Wim De Wilde voor Swooni en Henny Vrienten voor Tot altijd                                     |
| Beste acteur                             | Geert Van Rampelberg in Tot Altijd          | Tom Audenaert in Hasta la vista en Koen De Graeve in Tot Altijd                                |
| Beste actrice                            | Evelien Bosmans in Groenten uit Balen       | Natali Broods in Swooni en Emma Levie in Lena                                                  |
| Beste acteur in een bijrol               | Lucas Van den Eynde in Groenten uit Balen   | Tibo Vandenborre in The Invader en Tom Dewispelaere in Groenten uit Balen                      |
| Beste actrice in een bijrol              | Tiny Bertels in Groenten uit Balen          | Viviane De Muynck in Swooni en Isabelle de Hertogh in Hasta la vista                           |
| Beste debuut                             | Tom Audenaert in Hasta la vista             | Evelien Bosmans in Groenten uit Balen en Lukas De Wolf in Mixed Kebab                          |
| Beste montage                            | Philippe Ravoet in Tot Altijd               | Philippe Ravoet in Swooni en Nico Leunen in The Invader                                        |
| Beste kostuum                            | Nathalie Leborgne voor The Invader          | Catherine Marchand voor Swooni en Kristin Van Passel voor Allez, Eddy!                         |
| Beste art direction                      | Hubert Pouille voor Swooni                  | Françoise Joset voor The Invader en Wilbert Van Dorp voor Allez, Eddy!                         |
| Beste coproductie                        | A perdre la raison                          | (speciale prijs)                                                                               |
| Prijs van de verdienste                  | Michaël R. Roskam en Matthias Schoenaerts   | (speciale prijs voor het succes van Rundskop)                                                  |
| Industry award                           | Nicolas Provost met The Invader             | (uitgereikt door de Belgische filmindustrie)                                                   |

Voor de eerste maal werden tijdens het Filmfestival Oostende op 14 september 2012 de Ensors (Vlaamse Filmprijzen) kortfilm uitgereikt. De jury bestond uit: Dries Phlypo (producent van o.a Adem en Aanrijding in Moscou), Kadir Balci, Sara De Roo, Geert Verbanck (Lessen in het donker en scenarist Tanghi Argentini).
| Categorie              | Winnaar                              | Andere genomineerden |
| ---------------------- | ------------------------------------ | --- |
| Beste kortfilm         | Rotkop van Jan Roosens & Raf Roosens | Arthur’s Bompa van Janet Van den Brand, Absent van Yuni Mahieu, You will find it van Jessie De Leeuw, The Letter van Kenneth Mercken, Amberes van Jasper Pollet, Enkel Vlees van Marnix Ruben, Apeirofobie van Martijn Ravesloot, Cockaigne van Emilie Verhamme, Dura Lex van Anke Blondé, Beats Of Love van Wim Geudens, Broeders van Adil El Arbi en Bilall Fallah, Rivers Return van Joe Vanhoutteghem, Ciao Bambino van Thibaut Wohlfahrt, Een houten bal van Maxim Hectors, Applause van Armaz Khornauli, Buiten de lijntjes van Yuni Mahieu, De Serotonine Dialogen van Piet Sonck, Den Herman van Veerle Colle, Gedacht van Siska van Daele & Sofie Jaspers, Robin O. (14) van Cecilia Verheyden, Nachtkoorts van Frank Theys, Lucide van Stijn De Ryck, The Ballad of Pete Harding van Mats Pylyser, Nightfall van Niels Sabbe, Dat zal het zijn van Jelle Gordyn |
| Beste animatiekortfilm | Natasha van Roman Klochkov           | “Oh Willy…” van Emma De Swaef & Marc J. Roels, La Rencontre van Virginie Suriano en The Secret Child van Tristan Morelle |

Voor de eerste maal werden tijdens het Filmfestival Oostende op 14 september 2012 de Ensors (Vlaamse Filmprijzen) documentaire uitgereikt. De jury bestond uit: Lotte Stoops (documentairemaker Grande Hotel), Tinne Bral (distributiehuis Imagine), Rob Rombout (documentairemaker en docent Sint-Lukas), Mark Daems (producent Associate Directors) en Eugenie Jansens (Nederlandse documentairemaker van o.a Calimucho).
| Categorie          | Winnaar                     | Andere genomineerden |
| ------------------ | --------------------------- | --- |
| Beste documentaire | Epilogue van Manno Lanssens | Mijn tantes uit Gent van Sofie Hanegreefs & Jelle Janssens, Lone Twin van Anna Van der Wee, Snake Dance van Manu Riche & Patrick Marnham, Spectres van Sven Augustijnen, Little Heaven van Lieven Corthouts, No Comment van Pascal Poissonnier, Empire of Dust van Bram Van Paesschen, Waiting van Bülent Öztürk, Cinéma Inch’Allah van Vincent Coen & Guillaume Vandenberghe en The Boy is Gone van Christoph Bohn |

## 2013
De vierde Ensors uitreiking op het Filmfestival Oostende ging door op 14 september 2013. De jury bestond uit: Bart De Pauw, Peter Bouckaert, Mike Verdrengh, Malin-Sarah Gozin, Jan Matthys, Kevin Janssens, Maaike Neuville, Rick de Leeuw en Lou Berghmans.
| Categorie                                | Winnaar                                                      | Andere genomineerden |
| ---------------------------------------- | ------------------------------------------------------------ | --- |
| Beste film                               | The Broken Circle Breakdown van Felix Van Groeningen         | Kid van Fien Troch en Offline van Peter Monsaert                                                                             |
| Beste regie                              | Felix Van Groeningen met The Broken Circle Breakdown         | Peter Monsaert met Offline en Patrice Toye met Little Black Spiders                                                          |
| Beste scenario                           | Dominique Willaert, Peter Monsaert en Tom Dupont met Offline | Carl Joos en Felix Van Groeningen met The Broken Circle Breakdown en Ina Vandewijer en Patrice Toye met Little Black Spiders |
| Beste fotografie/cinematografie (D.O.P.) | Ruben Impens in The Broken Circle Breakdown                  | Hans Bruch Jr. in Het vijfde seizoen en Richard Van Oosterhout in Little Black Spiders                                       |
| Beste muziek                             | Bjorn Eriksson voor The Broken Circle Breakdown              | John Parish voor Little Black Spiders en Senjan Jansen voor Kid                                                              |
| Beste acteur                             | Wim Willaert in Offline                                      | Johan Heldenbergh in The Broken Circle Breakdown en Bent Simons in Kid                                                       |
| Beste actrice                            | Veerle Baetens in The Broken Circle Breakdown                | Anemone Valcke in Offline en Charlotte De Bruyne in Little Black Spiders                                                     |
| Beste acteur in een bijrol               | Mourade Zeguendi in Offline                                  | Mathijs Scheepers in Brasserie Romantiek en Manou Kersting in Crimi Clowns                                                   |
| Beste actrice in een bijrol              | Barbara Sarafian in Brasserie Romantiek                      | Marjan De Schutter in Little Black Spiders en Ineke Nijssen in Little Black Spiders                                          |
| Beste debuut                             | Charlotte De Bruyne in Little Black Spiders                  | Line Pillet in Little Black Spiders en Bent Simons in Kid                                                                    |
| Beste montage                            | Nico Leunen in The Broken Circle Breakdown                   | Alain Dessauvage in Offline en Nico Leunen in Kid                                                                            |
| Beste kostuum                            | Ann Lauwereys voor The Broken Circle Breakdown               | Yan Tax voor Little Black Spiders en Judith Van Herck voor Kid                                                               |
| Beste art direction                      | Kurt Rigolle voor The Broken Circle Breakdown                | Vincent De Pater voor Little Black Spiders en Kurt Loyens voor Frits en Franky                                               |
| Beste coproductie                        | Le monde nous appartient                                     | Tango Libre en Le sac de farine                                                                                              |
| Industry award                           | Felix Van Groeningen met The Broken Circle Breakdown         | (uitgereikt door de Belgische filmindustrie)                                                                                 |

De tweede Ensors kortfilm werden een dag eerder, op vrijdag 13 september 2013, uitgereikt door een jury die bestond uit Dries Phlypo (producent van o.a Adem en Aanrijding in Moscou), Anke Blondé (regisseur), Nic Balthazar, Sara De Bosschere en Rik D'Hiet (scenarist).
| Categorie              | Winnaar                           | Andere genomineerden                                                        |
| ---------------------- | --------------------------------- | --------------------------------------------------------------------------- |
| Beste kortfilm         | Tweesprong van Wouter Bouvijn     | Dood van een Schaduw van Tom van Avermaet en Mont Blanc van Gilles Coullier |
| Beste animatiekortfilm | Betty's Blues van Rémi Vandenitte | -                                                                           |

De tweede Ensor documentaire werd op 14 september toegekend door een jury bestaande uit Jan Roekens, Emmy Oost, Anne van der Wee en Klara van Es.
| Categorie          | Winnaar                                | Andere genomineerden                                                          |
| ------------------ | -------------------------------------- | ----------------------------------------------------------------------------- |
| Beste documentaire | The Sound of Belgium van Jozef Devillé | The Art of Becoming van Hanne Phlypo en Dry Branches of Iran van Daniel Lambo |

## 2014
De vijfde Ensors uitreiking op het Filmfestival Oostende ging door op 20 september 2014. De jury bestond uit: Bart De Pauw, Dries Phlypo, Erik Van Looy, Christophe Dirickx, Stijn Van Der Veken, Kristin Van Passel, Tom Van Dyck, Stefaan Werbrouck, Geike Arnaert en Anemone Valcke.
| Categorie                                | Winnaar                                              | Andere genomineerden                                                                                |
| ---------------------------------------- | ---------------------------------------------------- | --------------------------------------------------------------------------------------------------- |
| Beste film                               | Marina van Stijn Coninx                              | Het vonnis van Jan Verheyen en I'm the Same, I'm an Other van Caroline Strubbe                      |
| Beste regie                              | Stijn Coninx met Marina                              | Jan Verheyen met Het vonnis en Hans Herbots met De behandeling                                      |
| Beste scenario                           | Rik D'hiet en Stijn Coninx met Marina                | Jan Verheyen met Het vonnis en Carl Joos met De behandeling                                         |
| Beste fotografie/cinematografie (D.O.P.) | Frank van den Eeden in Het vonnis                    | Lou Berghmans in Marina en David Williamson in I'm the Same, I'm an Other                           |
| Beste muziek                             | Albert Markos voor I'm the Same, I'm an Other        | Kris Dane voor Drift en Kieranv Klaassen, Melcher Meirmans en Chrisnanne Wiegel voor De behandeling |
| Beste acteur                             | Koen De Bouw in Het vonnis                           | Matteo Simoni in Marina en Jurgen Delnaet in Halfweg                                                |
| Beste actrice                            | Charlotte De Bruyne in Flying Home                   | Evelien Bosmans in Marina en Kimke Desart in I'm the Same, I'm an Other                             |
| Beste acteur in een bijrol               | Johan Van Assche in De behandeling                   | Josse De Pauw in Flying Home en Koen De Bouw in Los Flamencos                                       |
| Beste actrice in een bijrol              | Viviane De Muynck in Flying Home                     | Ingrid De Vos in De behandeling en Brit Van Hoof in De behandeling                                  |
| Beste debuut                             | Spencer Bogaert in Labyrinthus                       | geen                                                                                                |
| Beste montage                            | Philippe Ravoet in Het vonnis                        | Philippe Ravoet in De behandeling en David Verdurme in I'm the Same, I'm an Other                   |
| Beste kostuum                            | Catherine Marchand voor Marina                       | Loret Meus in Flying Home en Tine Verbeurgt in Het vonnis                                           |
| Beste art direction                      | Hubert Pouille voor Marina                           | Johan Van Essche voor De behandeling en Kurt Rigolle voor Labyrinthus                               |
| Beste coproductie                        | Deux jours, une nuit van Luc en Jean-Pierre Dardenne | |
| Industry award                           | Stijn Coninx met Marina                              | (uitgereikt door de Belgische filmindustrie)                                                        |
| Telenet publieksprijs                    | Stijn Coninx met Marina                              | |

De derde Ensors kortfilm werden uitgereikt door een jury die bestond uit Hans Herbots (regisseur en voorzitter van de jury), Ruth Becquart (actrice), Carl Joos (scenarist), Hubert Pouille (productiedesigner) en Michel Baudour (D.O.P.).
| Categorie              | Winnaar                                     | Andere genomineerden                                                |
| ---------------------- | ------------------------------------------- | ------------------------------------------------------------------- |
| Beste kortfilm fictie  | Houses with small windows van Bülent Öztürk | Chansons de Charlotte van Brian Windelinckx en Cadet van Kevin Meul |
| Beste animatiekortfilm | Mia van Wouter Bongaerts                    | Cornelis van Dennis van Hout en See me Again van Roman Klochkov     |

De derde Ensor documentaire werd op 14 september toegekend door een jury bestaande uit Jozef Devillé (voorzitter, winnaar Ensor 2013), Barbara Sarafian (actrice), Hanne Phlypo (producente) en Tom van Herzeele (docent).
| Categorie          | Winnaar                                                 | Andere genomineerden                                                |
| ------------------ | ------------------------------------------------------- | ------------------------------------------------------------------- |
| Beste documentaire | What about Eric? van Lennart Stuyck en Ruben Vermeersch | 9999 van Ellen Vermeulen en Beneath the Surface van Alex Debreczeni |

## 2015
De zesde Ensors uitreiking op het Filmfestival Oostende ging door op 19 september 2015. De jury bestond uit voorzitter Jan Leyers, actrice Viviane De Muynck, acteur Jurgen Delnaet, artdirector Kurt Rigolle, schrijver Peter Terrin, director of photography Frank van den Eeden, regisseur Joël Vanhoebrouck, producent Mariano Vanhoof, en zanger Johannes Verschaeve.
| Categorie                                | Winnaar                                               | Andere genomineerden                                                                                  |
| ---------------------------------------- | ----------------------------------------------------- | --- |
| Beste film                               | N: The Madness of Reason van Peter Krüger             | Waste Land van Pieter Van Hees en Violet van Bas Devos                                                |
| Beste regie                              | Pieter Van Hees met Waste Land                        | Bas Devos met Violet en Raf Reyntjens met Paradise Trips                                              |
| Beste scenario                           | Pieter Van Hees met Waste Land                        | Raf Reyntjens met Paradise Trips en Gust Van den Berghe met Lucifer                                   |
| Beste fotografie/cinematografie (D.O.P.) | Nicolas Karakatsanis in Violet                        | Menno Mans in Waste Land en Rymvidas Leipus in N: The Madness of Reason                               |
| Beste muziek                             | Walter Hus voor N: The Madness of Reason              | Steve Moore voor Welp en Simon Lenski en Senjan Jansen voor Waste Land                                |
| Beste acteur                             | Gène Bervoets in Paradise Trips                       | Nabil Mallat in Image en Jérémie Renier in Waste Land                                                 |
| Beste actrice                            | Amaryllis Uitterlinden in Brabançonne                 | Laura Verlinden in Image en Natali Broods in Waste Land                                               |
| Beste acteur in een bijrol               | Peter Van den Begin in Waste Land                     | Titus De Voogdt in Welp en Jeroen Perceval in Paradise Trips                                          |
| Beste actrice in een bijrol              | Babetida Sadjo in Waste Land                          | Charlotte Anne Bongaerts in Image en Tania Van der Sanden in Paradise Trips                           |
| Beste debuut                             | Sirin Zahed in Trouw met mij!                         | Maurice Luijten in Welp en Cédric Van den Abbeele in Paradise Trips                                   |
| Beste montage                            | Nico Leunen in N: The Madness of Reason               | Nico Leunen in Waste Land en Dieter Diependaele in Violet                                             |
| Beste kostuum                            | Manon Blom en Mariella Kallenberg voor Paradise Trips | Catherine Marchand voor Waste Land en Kristin Van Passel voor Brabançonne                             |
| Beste make-up                            | Saskia Verreycken voor Welp                           | Esther De Goey voor Waste Land en Lili Dang-vu voor Paradise Trips                                    |
| Beste art direction                      | Geert Paredis voor Welp                               | Geert Paredis voor Waste Land en Yves Verstraete voor Paradise Trips                                  |
| Beste coproductie                        | Alléluia van Fabrice Du Welz                          | Je suis mort mais j'ai des amis van Guillaume Malandrin en La tierra roja van Diego Martínez Vignatti |
| Industry award                           | Raf Reyntjens met Paradise Trips                      | (uitgereikt door de Belgische filmindustrie)                                                          |
| Telenet publieksprijs                    | Adil El Arbi en Bilall Fallah met Image               | |

De vierde Ensors kortfilm werden uitgereikt door een jury die bestond uit Cecilia Verheyden (regisseur en voorzitter van de jury), Hilde Heijnen (actrice), Annelies Verbeke (schrijfster en scenariste), Peter Bouckaert (producent), Michel Van Laer (D.O.P.) en Joeri Christiaen (animatiemaker).
| Categorie              | Winnaar                             | Andere genomineerden                                              |
| ---------------------- | ----------------------------------- | ----------------------------------------------------------------- |
| Beste kortfilm fictie  | L’infini van Lukas D’Hondt          | Het Geluk van Jan van Dyck en De Vijver van Jeroen Dumoulein      |
| Beste animatiekortfilm | Het Paradijs van Laura Vandewynckel | Oma van Karolien Ramaekers en Mechanical Waltz van Julien Dykmans |

De vierde Ensor documentaire werd op 19 september toegekend door een jury bestaande uit Martin Heylen (voorzitter, televisiemaker), Ellen Vermeuien (regisseur) en Eric Goossens (producent).
| Categorie          | Winnaar                                                                   | Andere genomineerden                                                                   |
| ------------------ | ------------------------------------------------------------------------- | -------------------------------------------------------------------------------------- |
| Beste documentaire | Gardenia - Before the Last Curtain falls van Thomas Wallner en Eva Küpper | Waiting for August van Teodora Ana Mihai en Twilight of a Life van Sylvain Biegeleisen |

## 2016
De zevende Ensors uitreiking op het Filmfestival Oostende ging door op 16 september 2016. De jury bestond uit voorzitter radiomaker Jan Hautekiet, acteur Gène Bervoets, scenarist Carl Joos, artdirector Merijn Sep, actrice Tiny Bertels, regisseur Nic Balthazar, producent Peter De Maegd, D.O.P. Didier Frateur, muzikant Jef Neve en kunstenaar Rinus Van de Velde.
| Categorie                                | Winnaar                                       | Andere genomineerden |
| ---------------------------------------- | --------------------------------------------- | --- |
| Beste film                               | D'Ardennen van Robin Pront                    | Belgica van Felix Van Groeningen en Black van Adil El Arbi & Bilall Fallah |
| Beste regie                              | Adil El Arbi & Bilall Fallah met Black        | Robin Pront met D'Ardennen en Felix Van Groeningen met Belgica |
| Beste scenario                           | Robin Pront en Jeroen Perceval met D'Ardennen | Jan Bultheel met Cafard en Steve Hawes, Manu Riche en Dimitri Verhulst met Problemski Hotel |
| Beste acteur                             | Kevin Janssens in D'Ardennen                  | Tom Vermeir in Belgica en Stef Aerts in Belgica |
| Beste actrice                            | Martha Canga Antonio in Black                 | Veerle Baetens in D'Ardennen en Evgenia Brendes in Problemski Hotel |
| Beste acteur in een bijrol               | Jan Bijvoet in D'Ardennen                     | Gökhan Girginol in Problemski Hotel en Tom Van Dyck in Safety First |
| Beste actrice in een bijrol              | Natali Broods in Galloping Mind               | Viviane De Muynck in D'Ardennen en Hélène Devos in Belgica |
| Beste debuut                             | Tarek Halaby in Problemski Hotel              | Evgenia Brendes in Problemski Hotel, Chloë Daxhelet in Café Derby, Emmanuel Tahon in Black, Martha Canga Antonio in Black en Aboubakr Bensaihi in Black |
| Beste fotografie/cinematografie (D.O.P.) | Robrecht Heyvaert in D'Ardennen               | Robrecht Heyvaert in Black en Gábor Szabó in Galloping Mind |
| Beste muziek                             | Soulwax voor Belgica                          | Hans Helewaut voor Cafard en Guy Cabay voor Problemski Hotel |
| Beste montage                            | Adil El Arbi & Bilall Fallah in Black         | Nico Leunen in Belgica en Dieter Diependaele in Galloping Mind |
| Beste kostuum                            | Cathérine Van Bree voor D'Ardennen            | Vanessa Eva Evrard voor Café Derby en Isabelle Lhoas voor Galloping Mind |
| Beste art direction                      | Geert Paredis voor D'Ardennen                 | Bart Van Loo voor Achter de wolken en Gábor Valcz en Anna Fekete voor Galloping Mind |
| Beste coproductie                        | Les premiers, les derniers van Bouli Lanners  | L'Économie du couple van Joachim Lafosse, Le Coeur régulier (Kokoro) van Vanja D'Alcantara, Le Tout Nouveau Testament van Jaco Van Dormael, Les Chevaliers blancs van Joachim Lafosse, Welcome home van Philippe de Pierpont en Keeper van Guillaume Senez |
| Industry award                           | Robin Pront met D'Ardennen                    | (uitgereikt door de Belgische filmindustrie) |
| Telenet publieksprijs                    | Adil El Arbi en Bilall Fallah met Black       | |

De vijfde Ensors kortfilm werden uitgereikt door een jury die bestond uit Raf Reyntjens (regisseur en voorzitter van de jury), actrice Marijke Pinoy, scenariste Lies Van Grieken, producent Eric Wirix en D.O.P. Willy Stassen.
| Categorie              | Winnaar                                    | Andere genomineerden                                                      |
| ---------------------- | ------------------------------------------ | ------------------------------------------------------------------------- |
| Beste kortfilm fictie  | Feel Sad for the Bunny van Kenneth Mercken | Barst van Koen Van Sande en Shadow van Bülent Oztürk                      |
| Beste animatiekortfilm | No Offence van Kris Borghs                 | He&Sea van Kris Genijn en Pieter Vanluffelen en Beast van Pieter Coudyzer |

De vijfde Ensor documentaire werd op 16 september toegekend door een jury bestaande uit documentaire–regisseurs Eva Küpper en Kristof Bilsen en Simon Vreebos (televisiemaker Canvas).
| Categorie          | Winnaar                                             | Andere genomineerden                                                       |
| ------------------ | --------------------------------------------------- | -------------------------------------------------------------------------- |
| Beste documentaire | Reach for the sky van Steven Doedt en Wooyoung Choi | The Land of the Enlighted van Pieter-Jan De Pue en Wim van Lut Vandekeybus |

De eerste Ensor voor Beste kinderfilm wordt toegekend door een jury met jonge filmliefhebbers.
| Categorie        | Winnaar                                  | Andere genomineerden |
| ---------------- | ---------------------------------------- | --- |
| Beste kinderfilm | Helden van de Zee van Diederd Esseldeurs | Ay Ramon! van Stijn Coninx, Mega Mindy versus Rox van Matthias Temmermans en Robinson Crusoe van Ben Stassen & Vincent Kesteloot |

## 2017
De achtste Ensors uitreiking op het Filmfestival Oostende ging door op zaterdag 16 september 2017. De jury bestond uit voorzitter Prof. dr. Caroline Pauwels, regisseur Nathalie Basteyns, auteur en scenarist Annelies Verbeke, muzikant, acteur en schrijver Wannes Cappelle, actrice Willeke van Ammelrooy, regisseur Jan Eelen, acteur Filip Peeters, producent Viviane Vanfleteren, D.O.P. Lou Berghmans en production designer Bart Van Loo. Grote winnaar van 2017 was Home van Fien Troch met 6 Ensors.
| Categorie                                | Winnaar                                                     | Andere genomineerden |
| ---------------------------------------- | ----------------------------------------------------------- | --- |
| Beste film                               | Home van Fien Troch                                         | King of the Belgians van Peter Brosens en Jessica Woodworth en Le Ciel Flamand van Peter Monsaert                                                                                               |
| Beste regie                              | Fien Troch met Home                                         | Bavo Defurne met Souvenir en Peter Monsaert met Le Ciel Flamand |
| Beste scenario                           | Peter Brosens en Jessica Woodworth met King of the Belgians | Fien Troch en Nico Leunen met Home en Peter Monsaert met Le Ciel Flamand |
| Beste acteur                             | Loïc Bellemans, Mistral Guidotti, Sebastian Van Dun in Home | Peter Van den Begin in King of the Belgians en Kévin Azaïs in Souvenir |
| Beste actrice                            | Lena Suijkerbuijk in Home                                   | Alexandra Lamy in Vincent en Sara Vertongen in Le Ciel Flamand |
| Beste acteur in een bijrol               | Wim Willaert in Le Ciel Flamand                             | Flor Decleir in Sprakeloos en Rik Van Uffelen in Sprakeloos |
| Beste actrice in een bijrol              | Els Deceukelier in Home                                     | Esra Vandenbussche in Le Ciel Flamand en Karlijn Sileghem in Home |
| Beste fotografie/cinematografie (D.O.P.) | David Williamson in Le Ciel Flamand                         | Danny Elsen in De premier en Menno Mans in My First Highway |
| Beste debuut                             | Nathalie Teirlinck met Le Passé devant nous                 | Lena Suijkerbuijk, Loïc Bellemans, Mistral Guidotti, Sebastian Van Dun in Home, Esra Vandenbussche in Le Ciel Flamand, Kevin Meul met My First Highway en Zuri François in Le Passé devant nous |
| Beste muziek                             | Brent Vanneste voor My First Highway                        | John Parish voor Le Passé devant nous en Johnny Jewel voor Home |
| Beste art direction                      | Kurt Loyens voor Storm                                      | André Fonsny voor Souvenir en Pepijn Van Looy voor My First Highway |
| Beste montage                            | Nico Leunen in Home                                         | Alain Dessauvage in Le Ciel Flamand en Philippe Ravoet en Yoohan Leyssens in De premier |
| Beste kostuum                            | Christophe Pidre & Florence Scholtes voor Souvenir          | Tine Deseure voor Uitschot en Vanessa Evrard voor Le passé devant nous |
| Beste make-up                            | Esther De Goey voor De premier                              | Fredo Roeser voor Souvenir en Petya Simeonova voor King of the Belgians |
| Beste kinder/jeugdfilm                   | Ghost Rockers - Voor altijd? van Gert-Jan Booy              | Cloudboy, De D5R, de film en Storm: Letters van Vuur van Dennis Bots |
| Beste coproductie met Nederland          | Brimstone van Martin Koolhoven                              | Layla M. van Mijke de Jong en Monk |
| Beste coproductie met Wallonië           | Noces van Stephan Streker                                   | La Fille inconnue, Dode hoek, Mal de pierres |
| Industry award                           | Le Passé devant nous                                        | (uitgereikt door de Belgische filmindustrie) |
| Telenet publieksprijs                    | Sprakeloos van Hilde Van Mieghem                            | |

De vijfde Ensors voor kortfilm werden uitgereikt op 15 september.
| Categorie                | Winnaar                                                | Andere genomineerden                                                                        |
| ------------------------ | ------------------------------------------------------ | ------------------------------------------------------------------------------------------- |
| Beste kortfilm fictie    | On Attend van Dimitri Sterkens                         | Boi van Anthony Nti, Downside up van Peter Ghesquière, Perfect Darkness van Maaike Neuville |
| Beste animatiekortfilm   | Kastaars van Jasmine Elsen                             | Antarctica van Jeroen Ceulebrouck en Catherine van Britt Raes                               |
| Beste D.O.P. (prijs SBC) | Dries Vanderaerden, met On Attend van Dimitri Sterkens | Dag vreemde man van Anthony Schatteman en Saint Hubert van Jules Cornes                     |

De vijfde Ensor voor documentaire werd op 15 september toegekend.
| Categorie          | Winnaar                           | Andere genomineerden                                                                                      |
| ------------------ | --------------------------------- | --- |
| Beste documentaire | Shadow World van Johan Grimonprez | Inside the Distance van Elias Grootaers en Rien n'est pardonné van Vincent Coen en Guillaume Vandenberghe |

## 2018
2018 was het eerste jaar dat het Filmfestival geen jury meer selecteerde, en de prijzen werden toegekend door de leden van de dat jaar opgerichte Ensor Academie. Het Gala van De Ensors in het Kursaal van Oostende ging zoals gebruikelijk door op de slotavond van het Filmfestival, 15 september 2018. Ook het aantal toegekende prijzen nam gevoelig toe, met dat ook een aantal prijzen voor creatieve en artistieke prestaties niet enkel in de filmindustrie maar ook in de televisiesector werden toegekend. Meer dan 1300 filmprofessionals waren aanwezig bij het Gala, gepresenteerd door Francesca Vanthielen.
| Categorie                                                    | Winnaar                                                                           | Andere genomineerden |
| ------------------------------------------------------------ | --------------------------------------------------------------------------------- | --- |
| Beste film                                                   | ex aequo stemmen: Le fidèle van Michaël R. Roskam en Zagros van Sahim Omar Kalifa | Cargo van Gilles Coulier, Façades van Kaat Beels en Nathalie Basteyns, Patser van Adil El Arbi en Bilall Fallah |
| Beste regie film                                             | Michaël R. Roskam met Le fidèle                                                   | Adil El Arbi en Bilall Fallah met Patser, Kaat Beels en Nathalie Basteyns met Façades, Gilles Coulier met Cargo, Sahim Omar Kalifa met Zagros |
| Beste scenario film                                          | Sahim Omar Kalifa en Jean-Claude van Rijckeghem met Zagros                        | Gilles Coulier en Tom Dupont met Cargo, Jan Pepermans met Façades, Michaël R. Roskam met Le fidèle, Bert Scholiers met Charlie en Hannah gaan uit |
| Beste acteur film                                            | Matthias Schoenaerts in Le fidèle                                                 | Sebastien Dewaele in Cargo, Johan Leysen in Façades, Sam Louwyck in Cargo, Wim Willaert in Cargo |
| Beste actrice film                                           | Natali Broods in Façades                                                          | Evelien Bosmans in Charlie en Hannah gaan uit, Viviane De Muynck in Vele hemels boven de zevende, Adèle Exarchopoulos in Le fidèle, Halima Ilter in Zagros |
| Beste director of photography film                           | Nicolas Karakatsanis in Le fidèle                                                 | Robrecht Heyvaert in Patser, Ruben Impens in Zagros, Anton Mertens in Façades, David Williamson in Cargo |
| Beste production design film (artdirector, make-up, kostuum) | Geert Paredis, Kristin Van Passel, Mariel Hoevenaars voor Le fidèle               | Philippe Bertin, Charlotte Goethals, Evalotte Oosterop, Valerie Le Roy voor Cargo, Philippe Bertin, Kristin Van Passel, Barbara Bijelic voor Zagros, Hubert Pouille, Catherine Marchand, Li Dang-Vu voor Façades, Stijn Verhoeven, Dorien Biesmans, Katrien Frenssen, Nina Caspari voor Patser |
| Beste muziek film                                            | Liesa Van der Aa voor Cargo                                                       | Peter Baert voor Façades, Hannes De Meyer voor Patser, Raf Keunen voor Le fidèle, Spinvis voor Vele hemels boven de zevende |
| Beste montage film                                           | Alain Dessauvage in Le fidèle                                                     | Adil El Arbi, Bilall Fallah, Kobe Van Steenberghe, Thijs Van Nuffel in Patser, Tom Denoyette in Cargo, Bert Jacobs in Façades, Philippe Ravoet in Het Tweede Gelaat |
| Beste documentaire                                           | Rabot van Christina Vandekerckhove                                                | Ceres van Janet van den Brand, Cornered in Molenbeek van Sahim Omar Kalifa, Michel, acteur verliest de woorden van Irma Wijsman en Patrick Minks, Taboe (televisiereeks) van Philippe Geubels                                                                                                  |
| Beste jeugdfilm                                              | Rosie & Moussa van Dorothée Van Den Berghe                                        | Baba Yega: The Movie van Michael Van Ostade, Helden Boven Alles van Geerard Van de Walle, K3 Love Cruise van Frederik Sonck, Zooks van Dimitri Leue |
| Beste televisieserie                                         | Tabula rasa van Malin-Sarah Gozin                                                 | De infiltrant van Joël Vanhoebrouck, Gevoel voor tumor van Tom Goris, Salamander 2 van Frank Van Mechelen, Tytgat Chocolat van Marc Bryssinck en Filip Lenaerts, Spitsbroers 2 van Gijs Polspoel en Jeroen Dumoulein                                                                           |
| Beste scenario televisieserie                                | Malin-Sarah Gozin, Veerle Baetens, Christophe Dirickx voor Tabula rasa            | Bas Adriaensen, Philippe De Schepper voor De infiltrant, Marc Bryssinck , Filip Lenaerts voor Tytgat Chocolat, Leander Verdievel, Mathias Claeys, Tom Goris voor Gevoel voor tumor, Ward Hulselmans voor Salamander 2, Kristof Hoefkens voor Spitsbroers 2                                     |
| Beste regie televisieserie                                   | Kaat Beels en Jonas Govaerts voor Tabula rasa                                     | Tom Goris voor Gevoel voor tumor, Marc Bryssinck, Filip Lenaerts voor Tytgat Chocolat, Joël Vanhoebrouck voor De infiltrant, Frank Van Mechelen voor Salamander 2, Gijs Polspoel voor Spitsbroers 2                                                                                            |
| Beste acteur televisieserie                                  | Peter Van den Begin in Tabula rasa                                                | Jeroen Perceval in Tabula rasa, Dirk Roofthooft in De infiltrant, Stijn Van Opstal in Tabula rasa, Geert Van Rampelberg in De infiltrant, Joren Seldeslachts in Spitsbroers 2, Oscar Willems in Spitsbroers 2                                                                                  |
| Beste actrice televisieserie                                 | Veerle Baetens in Tabula rasa                                                     | Natali Broods in De infiltrant, Natali Broods in Tabula rasa, Marthe Schneider in Gevoel voor tumor, Lynn Van Royen in Tabula rasa |
| Beste box–office                                             | F.C. De Kampioenen 3: Forever van Jan Verheyen                                    | |
| Beste debuut nationaal                                       | Girl van Lukas Dhont                                                              | |
| Telenet Publieksprijs                                        | Patser van Adil El Arbi en Bilall Fallah                                          | |
| Internationale verdienste van het jaar                       | Jakob Verbruggen                                                                  | regisseur Jakob Verbruggen, regie van de Amerikaanse reeks The Alienist (Emmy nominatie) en seizoensfinale van het vierde seizoen van House of Cards |

## 2019
Op de feestelijke ceremonie in aanwezigheid van alle genomineerden, 1300 filmprofessionals en leden uit alle gildes en unies, werden de Vlaamse film- en televisieprijzen uitgereikt. Er werd in 2019 ook een Ensor voor Beste tv-documentaire gekozen en de Beste Kortfilm wordt ook tijdens het Gala van De Ensors aangekondigd. Francesca Vanthielen presenteerde de show.
| Categorie                                                    | Winnaar                                                            | Andere genomineerden |
| ------------------------------------------------------------ | ------------------------------------------------------------------ | --- |
| Beste film                                                   | Girl van Lukas Dhont                                               | Niet Schieten van Stijn Coninx, Ce Magnifique Gâteau! van Marc James Roels en Emma De Swaef, Hellhole van Bas Devos, Trio van Bruno Vanden Broecke en Matteo Simoni en Ruth Beeckmans                                               |
| Beste regie film                                             | Lukas Dhont met Girl                                               | Stijn Coninx met Niet Schieten, Marc James Roels en Emma De Swaef met Ce Magnifique Gâteau!, Bas Devos met Hellhole, Koen Mortier met Engel                                                                                         |
| Beste scenario film                                          | Lukas Dhont en Angelo Tijssens met Girl                            | Rik D'Hiet en Stijn Coninx met Niet Schieten, Bas Devos met Hellhole, Marc James Roels en Emma De Swaef met Ce Magnifique Gâteau!, Frederike Migom met Binti                                                                        |
| Beste acteur film                                            | Victor Polster in Girl                                             | Jan Decleir in Niet Schieten, Arieh Worthaler in Girl, Bruno Vanden Broecke in Trio, Willy Thomas in Hellhole |
| Beste actrice film                                           | Ruth Beeckmans in Trio                                             | Viviane De Muynck in Niet Schieten, Fatou N'Diaye in Engel, Bebel Tshiani Baloji in Binti, Alba Rohrwacher in Hellhole |
| Beste director of photography film                           | Frank van den Eeden in Girl                                        | Nicolas Karakatsanis in Hellhole, Nicolas Karakatsanis in Engel, Danny Elsen in Niet Schieten, Pieter Van Alphen in Trio |
| Beste production design film (artdirector, make-up, kostuum) | Michelle Beeckman, Catherine Van Bree en Philippe Bertin voor Girl | Mariël Hoevenaars, Kristin Van Passel, Hubert Pouille voor Niet Schieten, Geert Paredis, Alette Kraan, Evalotte Oosterop voor Engel, Ingeborg Van Eetvelde, Sofie Callaerts, Talina Casier voor Binti, Elsje de Bruin voor Hellhole |
| Beste muziek film                                            | Valentin Hadjadj voor Girl                                         | Le Motel voor Binti, Luc Cuveele, Senjan Jansen, Soulsavers voor Engel, Jorrit Kleijnen, Alexander Reumers voor Niet Schieten, Steve Willaert en Urbain Servranckx voor Urbanus: De vuilnisheld                                     |
| Beste montage film                                           | Alain Dessauvage voor Girl                                         | Nico Leunen voor Engel, Philippe Ravoet voor Niet Schieten, Dieter Diependaele voor Hellhole, Manu Van Hove voor coureur |
| Beste documentaire                                           | Ademloos van Daniel Lambo                                          | Hollywood aan de Schelde van Robbe De Hert, Harry Gruyaert Photographer van Gerrit Messiaen, Will Tura, hoop doet leven van Dominique Deruddere, We will remember them van Annabel Verbeke                                          |
| Beste jeugdfilm                                              | Binti van Frederike Migom                                          | Corgi van Ben Stassen, Ce Magnifique Gâteau! van Marc James Roels en Emma De Swaef, Sinterklaas en de wakkere nachten van Stijn Coninx, Nachtwacht, de poort der zielen van Gerjan Booy                                             |

## 2021
| Categorie                     | Winnaar                                                      | Andere genomineerden |
| ----------------------------- | ------------------------------------------------------------ | -------------------- |
| Beste film                    | De Patrick van Tim Mielants                                  |                      |
| Beste regie film              | Tim Mielants                                                 |                      |
| Beste scenario film           | Benjamin Sprengers en Tim Mielants met De Patrick            |                      |
| Beste acteur film             | Kevin Janssens in De Patrick                                 |                      |
| Beste actrice film            | Maaike Neuville in All Of Us                                 |                      |
| Beste tv-serie                | De twaalf van creators Bert Van Dael en Sanne Nuyens         |                      |
| Beste regie tv-serie          | Wouter Bouvijn                                               |                      |
| Beste scenario tv-serie       | Bert Van Dael en Sanne Nuyens voor De twaalf                 |                      |
| Beste acteur tv-serie         | Josse De Pauw in De twaalf                                   |                      |
| Beste actrice tv-serie        | Maaike Cafmeyer in De twaalf                                 |                      |
| Beste montage                 | Bert Jacobs voor De twaalf                                   |                      |
| Beste director of photography | Frank van den Eeden in De Patrick                            |                      |
| Beste art direction           | Hubert Pouille en Pepijn Van Looy met De Patrick             |                      |
| Beste make-up                 | Daphnée Beaulieux, Erwan Simon en Véronique Dubray met Yummy |                      |
| Beste kostuum                 | Valerie Le Roy voor De Patrick                               |                      |
| Beste muziek                  | Mauro Pawlowski voor Cleo                                    |                      |
| Beste sound design            | Matthias Hillegeer voor De twaalf                            |                      |
| Beste documentaire film       | Mother van Kristof Bilsen                                    |                      |
| Beste documentaire tv         | De Onfatsoenlijken van Luc Lemaitre                          |                      |
| Beste animatie                | Vos en Haas van APC Kids                                     |                      |
| Beste jeugdfilm               | De Familie Claus van Dingie                                  |                      |
| Beste kortfilm                | Stephanie van Leonardo Van Dijl                              |                      |
| Beste coproductie             | Kom Hier Dat ik U Kus met Lunanime & Submarine               |                      |
| Belofte van het jaar          | Anthony Nti                                                  |                      |
| Box office award              | Viva Boma! van Jan Verheyen                                  |                      |

Er werden ook twee speciale prijzen uitgereikt.
| Categorie                                       | Winnaar                           |
| ----------------------------------------------- | --------------------------------- |
| Albert Bert prijs voor internationale doorbraak | Adil El Arbi en Bilall Fallah     |
| Lifetime achievement award                      | Jaak Van Assche en Erwin Provoost |

## 2022
| Categorie                            | Winnaar                                                        | Andere genomineerden |
| ------------------------------------ | -------------------------------------------------------------- | -------------------- |
| Beste film                           | Dealer van Jeroen Perceval                                     |                      |
| Beste tv-serie                       | Grond van Wannes Cappelle, Dries Heyneman en Zouzou Ben Chikha |                      |
| Beste regie film                     | Jeroen Perceval                                                |                      |
| Beste regie tv-serie                 | Kaat Beels en Nathalie Basteyns met Beau Séjour                |                      |
| Beste hoofdrol film                  | Nabil Mallat in Cool Abdoul                                    |                      |
| Beste ondersteunende filmrol         | Bart Hollanders in Dealer                                      |                      |
| Beste hoofdrol televisieserie        | Yassine Ouaich in Grond                                        |                      |
| Beste ondersteunende televisierol    | Geert Van Rampelberg in Red Light                              |                      |
| Beste scenario film                  | Jeroen Perceval met Dealer                                     |                      |
| Beste scenario tv-serie              | Wannes Cappelle, Dries Heyneman en Zouzou Ben Chikha met Grond |                      |
| Beste documentaire film              | Hi my name is Jonny Polonsky van Otto-Jan Ham en Sjoerd Tanghe |                      |
| Beste documentaire tv                | Het leven in kleur                                             |                      |
| Beste kortfilm                       | Binge loving van Thomas Deknop                                 |                      |
| Beste jeugdfictie                    | Mijn vader is een saucisse van Anouk Fortunier                 |                      |
| Beste animatiefilm                   | Meneer papier van Steven De Beul en Ben Tesseur                |                      |
| Beste montage                        | Bert Jacobs voor Beau Séjour                                   |                      |
| Beste director of photography        | David Williamson in Dealer                                     |                      |
| Beste geluid                         | Yanna Soentjens voor Dealer                                    |                      |
| Beste muziek                         | Stan Lee Cole voor Dealer                                      |                      |
| Beste art direction                  | Bart Van Loo met Dealer                                        |                      |
| Beste make-up                        | Dorien Van Poucke met Dealer                                   |                      |
| Beste kostuum                        | Catherine Marchand voor Beau Séjour                            |                      |
| Beste coproductie                    | Un monde                                                       |                      |
| Beste Franstalig Belgische productie | Un monde van Laura Wandel                                      |                      |
| Belofte van het jaar                 | Ruben De Gheselle                                              |                      |
| Box office award                     | Nachtwacht 3: de Dag van de Bloedmaan van Gert-Jan Booy        |                      |

Er werden ook enkele speciale prijzen uitgereikt.
| Categorie                                       | Winnaar                                                |
| ----------------------------------------------- | ------------------------------------------------------ |
| Lifetime achievement award                      | Sien Eggers Arno Marc van Warmerdam Alex van Warmerdam |
| Albert Bert Prijs voor internationale prestatie | Bert Hamelinck                                         |

## 2023
Op 4 februari 2023 werden bij het afsluiten van het Filmfestival Oostende voor de dertiende keer De Ensors uitgereikt.
| Categorie                             | Winnaar | Andere genomineerden |
| ------------------------------------- | --- | --- |
| Beste film                            | Close van Lukas Dhont | H4Z4RD, Nowhere, Rebel, Zillion |
| Beste fictie-serie                    | Roomies van Kato De Boeck en Flo Van Deuren                                                                                   | Chantal, Billie vs Benjamin, Geldwolven, Nonkels |
| Beste regie film                      | Lukas Dhont met Close | Jonas Govaerts (H4Z4RD), Peter Monsaert (Nowhere), Adil El Arbi en Bilall Fallah (Rebel), Robin Pront (Zillion) |
| Beste regie fictie-serie              | Flo Van Deuren en Kato De Boeck met Roomies                                                                                   | Jeroen Dumoulein (Chantal), Dries Vos en Tim Van Aelst (Billie vs Benjamin), Ibbe Daniëls, Kaat Beels en Nathalie Basteyns (Lost Luggage), Jelle Gordyn (Nonkels)                                                                                         |
| Beste hoofdrol film                   | Eden Dambrine in Close | Koen De Bouw (Nowhere), Aboubakr Bensaihi (Rebel), Jonas Vermeulen (Zillion), Charlotte Timmers (Zillion) |
| Beste ondersteunende filmrol          | Matteo Simoni in Zillion | Gustav De Waele (Close), Émilie Dequenne (Close), Léa Drucker (Close), Barbara Sarafian (Zillion) |
| Beste hoofdrol fictie-serie           | Maaike Cafmeyer in Chantal | Tom Van Dyck (Geldwolven), Charlotte Timmers (Billie vs Benjamin), Ahlaam Teghadouini (Roomies), Laura De Geest (Roomies) |
| Beste ondersteunende rol fictie-serie | Joke Emmers in Billie vs Benjamin                                                                                             | Mathias Sercu (Chantal), Romy Louise Lauwers (Roomies), Martha Canga Antonio (Roomies), Jeroen Perceval (Billie vs Benjamin) |
| Beste scenario film                   | Angelo Tijssens en Lukas Dhont met Close                                                                                      | Jonas Govaerts & Trent Haaga (H4Z4RD), Peter Monsaert (Nowhere), Adil El Arbi, Bilall Fallah, Jan Van Dyck en Kevin Meul (Rebel), Robin Pront & Kevin Meul (Zillion)                                                                                      |
| Beste scenario fictie-serie           | Kato De Boeck met Roomies | Flo Van Deuren en Mathias Sercu (Chantal), Jelle De Beule, Rik Verheye en Koen De Poorter (Nonkels), David Vennix en Tim Van Aelst (Billie vs Benjamin), Charles De Weerdt, Edith Huybreghts, Mathias Claeys, Michel Sabbe en Tiny Bertels (Lost Luggage) |
| Beste documentaire film               | Onze Natuur | Kind Hearts, New Pigs on the Block, A Parked Life, Why we fight? |
| Beste documentaire tv                 | Metissen van België | Ket&Doc, De kaping van de Pompei, Chasing Beauty: perfectie te koop?, True Crime Belgium |
| Beste kortfilm                        | Licht van Sarah Lederman | Rode Reus (Anne Verbeure), Luce en de Rots (Britt Raes), The Fruit Tree (Isabelle Tollenaere), Nocturnus (Harm Dens en Meltse Van Coillie) |
| Beste jeugdfictie                     | #LikeMe | 3Hz, Hacked, De Familie Claus 3, Zeppos - Het Mercatorspoor |
| Beste animatiefilm                    | Interstellar Ella | Ridder Muis - Kerstspecial |
| Beste montage                         | Bert Jacobs met Zillion | Alain Dessauvage (Close), Maarten Janssens (H4Z4RD), Frédéric Thoraval (Rebel), Dieter Diependaele (Kind Hearts) |
| Beste director of photography         | Frank van den Eeden met Close                                                                                                 | Dries Delputte (H4Z4RD), Robrecht Heyvaert (Rebel), Esmoreit Lutters (Roomies), Robrecht Heyvaert (Zillion) |
| Beste geluid                          | Vincent Sinceretti en Yanna Soentjens met Close                                                                               | Antoin Cox en Herman Pieëte (Zillion), Jan Deca en Seppe van Groeningen (Twee Zomers), Marijn Thijs (H4Z4RD), Guilhem Donzel, Jamie Baksht, Jeroen Truijens, Loïc Collignon en Michelle Couttolenc (Rebel)                                                |
| Beste muziek                          | Mick Lemaire, Lara Chedraoui en Patrix, Juicy, Miss Angel Oriana Ikomo, Tessa Dixson, Ana Diaz en SPACEBABYMADCHA met Roomies | Dirk Brossé (Onze Natuur), Valentin Hadjadj (Close), Hannes De Maeyer met Aboubakr Bensaihi en Oum (Rebel), B1980 (Zillion) |
| Beste art direction                   | Geert Paredis met Zillion | Eve Martin (Close), Bart Van Loo (Geldwolven), Pepijn Van Looy (Rebel), Jonathan Van Essche (Roomies) |
| Beste make-up                         | Dorien Van Poucke met Nonkels                                                                                                 | Liesbet Fijalka (Chantal), Charlotte Blommaert (H4Z4RD), Evie Hamels , Nathalie De Hen, Oriane de Neve en Véronique Dubray (Rebel), Labhise Allara Mandango Ciratu (Zillion)                                                                              |
| Beste kostuum                         | Catherine Van Bree met Zillion                                                                                                | Manu Verschueren (Close), Mathilde De Wit en Uli Simon (Rebel), Isabel Van Renterghem (Roomies), Tine Verbeurgt (Chantal) |
| Beste coproductie                     | De acht bergen van Charlotte Vandermeersch en Felix van Groeningen                                                            | |
| Beste Franstalig Belgische productie  | Nobody Has to Know | |
| Belofte van het jaar                  | Flo Van Deuren en Kato De Boeck met Roomies                                                                                   | |
| Box office award                      | Zillion van regisseur Robin Pront en producent Hilde De Laere                                                                 | |

Er werden ook enkele speciale prijzen uitgereikt.
| Categorie                            | Winnaar               |
| ------------------------------------ | --------------------- |
| Lifetime achievement award           | François Beukelaers   |
| Prijs voor Uitzonderlijke Verdienste | Joop Daalmeijer       |
| Telenet Publieksprijs                | Close van Lukas Dhont |

## 2024
Op 3 februari 2024 werden bij het afsluiten van het Filmfestival Oostende voor de veertiende keer De Ensors uitgereikt.
| Categorie                             | Winnaar                                             | Andere genomineerden |
| ------------------------------------- | --------------------------------------------------- | --- |
| Beste film                            | WIL van Tim Mielants                                | Here van Bas Devos, Het Smelt van Veerle Baetens, Holly van Fien Troch, Zeevonk van Domien Huyghe |
| Beste fictie-serie                    | 1985 van Wouter Bouvijn en Willem Wallyn            | De club, De Twaalf: De Assepoestermoord (Kaat Beels), Ferry: De Serie, Knokke Off |
| Beste regie film                      | Tim Mielants met WIL                                | Sahim Omar Kalifa (Baghdad Messi), Bas Devos (Here), Veerle Baetens (Het Smelt), Fien Troch (Holly) |
| Beste regie fictie-serie              | Wouter Bouvijn met 1985                             | Kaat Beels (De Twaalf: De Assepoestermoord), Tom Goris (Knokke Off), Bert Scholiers (F*** You Very, Very Much), Rotem Shamir en Cecilia Verheyden (Rough Diamonds)                                                                                |
| Beste hoofdrol film                   | Stef Aerts in WIL                                   | Annelore Crollet (WIL), Charlotte De Bruyne (Het Smelt), Cathalina Geeraerts (Holly), Rosa Marchant (Het Smelt) |
| Beste ondersteunende filmrol          | Jan Bijvoet in WIL                                  | Ruth Becquart (The Chapel), Robby Cleiren (Holly), Anemone Valcke (Aller/Retour), Dirk Roofthooft (WIL) |
| Beste hoofdrol fictie-serie           | Aimé Claeys in 1985                                 | Robby Cleiren (Rough Diamonds), Tijmen Govaerts (1985), Ini Massez (Rough Diamonds), Pommelien Thijs (Knokke Off) |
| Beste ondersteunende rol fictie-serie | Tom Vermeir in 1985                                 | Titus De Voogdt (1985), Anemone Valcke (De Twaalf: De Assepoestermoord), Peter Van den Begin (1985), Marie Vinck (Rough Diamonds) |
| Beste scenario film                   | Carl Joos met WIL                                   | Veerle Baetens en Maarten Loix (Het Smelt), Bas Devos (Here), Wendy Huyghe en Jean-Claude van Rijckeghem (Zeevonk), Fien Troch (Holly) |
| Beste scenario fictie-serie           | Willem Wallyn met 1985                              | Roel Mondelaers, Nele Meirhaeghe (De Twaalf: De Assepoestermoord), Bert Scholiers (F*** You Very, Very Much), Leander Verdievel, Sara Theunynck, Zita Theunynck, Hilde Pallen, Astrid Van Keulen (De Club), Luk Wyns, Nele Vandael (Knokke Off)   |
| Beste documentaire film               | Planeet B van Pieter Van Eecke                      | Broken View (Hannes Verhoustraete), How Do You Spell Home? (Louisiana Mees-Fongang), Iraq's Invisible Beauty (Sahim Omar Kalifa en Jurgen Buedts), The Pasha, My Mother and I (Nevine Gerits)                                                     |
| Beste documentaire tv                 | Godvergeten van Ibbe Daniëls en Ingrid Schildermans | Boris (Koen Warlop, Raf Berghmans, Jan Reymen en Jeroom Snelders), Mirakel no 71 (Nathalie Basteyns en Bieke Pillen), Shalom allemaal! (Diederik Van den Abeele), Weg naar werk (Annabel Verbeke en Frederik Nicolai)                             |
| Beste kortfilm                        | Klette van Michael Abay                             | The Miracle (Nienke Deutz), As If It Could (Ada Güvenir), Beautiful Men (Nicolas Keppens), Bijzonder buitengewoon (Sarah van Dale) |
| Beste jeugdfictie                     | #LikeMe                                             | 3Hz, Hacked, Liefdestips aan mezelf, wtFOCK: ADA |
| Beste animatiefilm                    | Knor                                                | BIM, Hamsters, Mush-Mush, Titina |
| Beste montage                         | Pieter Smet met 1985                                | Bert Jacobs (WIL), Nico Leunen (Holly), Helena Overlaet-Michiels (F*** You Very, Very Much), Koen Timmerman en Gert Fimmers (Ferry: de serie) |
| Beste director of photography         | Robrecht Heyvaert met WIL                           | Pieter Van Alphen en Tom Bonroy (Knokke Off), Frank Van den Eeden (Holly), Jordan Vanschel (De Twaalf: De Assepoestermoord), Wim Vanswijgenhoven (1985)                                                                                           |
| Beste geluid                          | Arne Winderickx en Matthias Hillegeer met 1985      | Eddy De Cloe, Peter Flamman en Wart Wamsteker (WIL), Wim Frenssen en Bart Vanvoorden (F*** You Very, Very Much), Bart Martens, Thomas Vertongen, Benoît Biral en Arne Thomas (Ferry: de serie), Geert Vlegels en Pedro Van der Eecken (Het Smelt) |
| Beste muziek                          | David Martijn en Jeroen Swinnen met 1985            | Stijn Cole (Rough Diamonds), Bjorn Eriksson (Het Smelt), Geert Hellings (WIL), Johnny Jewel (Holly) |
| Beste art direction                   | Stijn Verhoeven met 1985                            | Kurt Loyens (Arcadia), Kurt Rigolle en Anna Maes (F*** You Very, Very Much), Hendrik Van Kets (Rough Diamonds) |
| Beste make-up                         | Esther De Goey met Rough Diamonds                   | Fabienne Adam en Carina Smeekens (1985), Labhise Allara Mandango Ciratu (Knokke Off), Liesbet Fijalka (F*** You Very, Very Much), Kaatje Van Damme (WIL)                                                                                          |
| Beste kostuum                         | Sophie Van den Keybus met 1985                      | Vanessa Evrard (Rough Diamonds), Jutta Smeyers en Sofie Callaerts (Arcadia), Manu Verschueren (Het Smelt), Charlotte Willems en Valerie Le Roy (WIL)                                                                                              |
| Beste coproductie                     | Mascotte                                            | |
| Beste Franstalig Belgische productie  | Augure van Baloji                                   | |
| Belofte van het jaar                  | Baloji                                              | |
| Box office award                      | WIL van Tim Mielants                                | |

Er werden ook enkele speciale prijzen uitgereikt.
| Categorie                                                    | Winnaar                   |
| ------------------------------------------------------------ | ------------------------- |
| Lifetime achievement award                                   | Marc Didden               |
| Prijs voor Uitzonderlijke Verdienste                         | Jos Stelling              |
| Albert Bert Prijs voor Internationale Prestatie van het Jaar | Jo Willems                |
| Telenet Publieksprijs                                        | Zeevonk van Domien Huyghe |